# Viola Lyttelton
Viola Maud Lyttelton, duchessa di Westminster (10 giugno 1912 – Dungannon, 3 maggio 1987), è stata una nobildonna inglese.

## Biografia
Era la figlia di John Lyttelton, IX visconte Cobham, e di sua moglie, Violet Yolande Leonard. Era una diretta discendente di Enrico VII .
Durante la seconda guerra mondiale ricevette il grado di Ufficiale del Women's Auxiliary Air Force.

## Matrimonio
Sposò, il 3 dicembre 1946, Robert Grosvenor, V duca di Westminster, figlio di Lord Hugh William Grosvenor. Ebbero tre figli:
- Lady Leonora Mary Grosvenor (1 febbraio 1949), sposò Patrick Anson, V conte di Lichfield, ebbero tre figli;
- Gerald Grosvenor, VI duca di Westminster (22 dicembre 1951);
- Lady Jane Meriel Grosvenor (8 febbraio 1953), sposò in prime nozze Guy Innes-Ker, X duca di Roxburghe, ebbero tre figli, e in seconde nozze Edward William Dawnay, non ebbero figli.

Dal 1979 fino alla sua morte, nel 1987 fu Lord luogotenente di Fermanagh.

## Morte
La duchessa è morta in un incidente stradale nei pressi di Dungannon, il 3 maggio 1987.

## Ascendenza
|                                         |               |                                      | Genitori                                 |  |  | Nonni |  |  | Bisnonni                              |  |  | Trisnonni                               |  |
|                                         |               |                                      |                                          |  |  |       |  |  | George Lyttelton, IV barone Lyttelton |  |  | William Lyttelton, III barone Lyttelton |  |
|                                         |               |                                      |                                          |  |  |       |  |  | George Lyttelton, IV barone Lyttelton |  |  | William Lyttelton, III barone Lyttelton |  |
|                                         |               | lady Sarah Spencer                   |                                          |  |  |       |  |  | George Lyttelton, IV barone Lyttelton |  |  |                                         |  |
| Charles Lyttelton, VIII visconte Cobham |               |                                      |                                          |  |  |       |  |  | George Lyttelton, IV barone Lyttelton |  |  |                                         |  |
|                                         |               | Mary Glynne                          | sir Stephen Glynne, VIII baronetto       |  |  |       |  |  |                                       |  |  |                                         |  |
|                                         |               | Mary Glynne                          | sir Stephen Glynne, VIII baronetto       |  |  |       |  |  |                                       |  |  |                                         |  |
|                                         |               | Mary Glynne                          | hon. Mary Griffin                        |  |  |       |  |  |                                       |  |  |                                         |  |
| John Lyttelton, IX visconte Cobham      |               | Mary Glynne                          |                                          |  |  |       |  |  |                                       |  |  |                                         |  |
|                                         |               | William Cavendish, II barone Chesham | Charles Cavendish, I barone Chesham      |  |  |       |  |  |                                       |  |  |                                         |  |
|                                         |               | William Cavendish, II barone Chesham | Charles Cavendish, I barone Chesham      |  |  |       |  |  |                                       |  |  |                                         |  |
|                                         |               | William Cavendish, II barone Chesham | lady Catherine Gordon                    |  |  |       |  |  |                                       |  |  |                                         |  |
| hon. Mary Cavendish                     |               | William Cavendish, II barone Chesham |                                          |  |  |       |  |  |                                       |  |  |                                         |  |
|                                         |               | Henrietta Frances Lascelles          | hon. William Saunders Sebright Lascelles |  |  |       |  |  |                                       |  |  |                                         |  |
|                                         |               | Henrietta Frances Lascelles          | hon. William Saunders Sebright Lascelles |  |  |       |  |  |                                       |  |  |                                         |  |
|                                         |               | Henrietta Frances Lascelles          | lady Caroline Georgiana Howard           |  |  |       |  |  |                                       |  |  |                                         |  |
| hon. Viola Maud Lyttelton               |               | Henrietta Frances Lascelles          |                                          |  |  |       |  |  |                                       |  |  |                                         |  |
|                                         | James Leonard | John William Weston Leonard          |                                          |  |  |       |  |  |                                       |  |  |                                         |  |
|                                         | James Leonard | John William Weston Leonard          |                                          |  |  |       |  |  |                                       |  |  |                                         |  |
|                                         | James Leonard | Elizabeth Taylor                     |                                          |  |  |       |  |  |                                       |  |  |                                         |  |
| Charles Henry Brandt Leonard            | James Leonard |                                      |                                          |  |  |       |  |  |                                       |  |  |                                         |  |
|                                         |               | Eliza Howard                         | John Hassall Howard                      |  |  |       |  |  |                                       |  |  |                                         |  |
|                                         |               | Eliza Howard                         | John Hassall Howard                      |  |  |       |  |  |                                       |  |  |                                         |  |
|                                         |               | Eliza Howard                         | Susannah Brant                           |  |  |       |  |  |                                       |  |  |                                         |  |
| Violet Yolande Leonard                  |               | Eliza Howard                         |                                          |  |  |       |  |  |                                       |  |  |                                         |  |
|                                         |               | …                                    | …                                        |  |  |       |  |  |                                       |  |  |                                         |  |
|                                         |               | …                                    | …                                        |  |  |       |  |  |                                       |  |  |                                         |  |
|                                         |               | …                                    | …                                        |  |  |       |  |  |                                       |  |  |                                         |  |
| Catherine Le Sueur                      |               | …                                    |                                          |  |  |       |  |  |                                       |  |  |                                         |  |
|                                         |               | …                                    | …                                        |  |  |       |  |  |                                       |  |  |                                         |  |
|                                         |               | …                                    | …                                        |  |  |       |  |  |                                       |  |  |                                         |  |
|                                         |               | …                                    | …                                        |  |  |       |  |  |                                       |  |  |                                         |  |
|                                         |               | …                                    |                                          |  |  |       |  |  |                                       |  |  |                                         |  |